# All for a Girl (film 1912)
All for a Girl è un cortometraggio muto del 1913 diretto da Frederick A. Thomson.

## Produzione
Il film fu prodotto dalla Vitagraph Company of America.

## Distribuzione
Distribuito dalla General Film Company, il film - un cortometraggio in una bobina - uscì nelle sale cinematografiche statunitensi il 14 dicembre 1912. Nel Regno Unito, venne distribuito il 27 marzo 1913.